# Filip av Mallorca
Filip av Mallorca, född 1288, död 1343, var en prins av Mallorca. Han var Mallorcas regent mellan 1324 och 1329 som förmyndare för sin föräldralösa och omyndiga brorson kung Jakob III av Mallorca. 
Han var sina föräldrars yngste son och avlade klosterlöften. År 1324 avled hans barnlösa äldste bror kungen av Mallorca och efterträddes av hans näst äldste brors son Jakob III av Mallorca. Eftersom hans brorson Jakob III var föräldralös och omyndig, blev Filip ställföreträdande regent under hans omyndighet.